# 茶盐司
茶盐司，宋高宗绍兴五年（1135年）后又称提举常平茶盐司。是宋代诸监司之一。该机构最早于徽宗朝在路一级行政区划上设立，是宋代负责茶、盐专卖的机构，也是南宋时重要的图书出版机构。
该机构的最终建制是由常平司（负责籴糶，即控制粮价、赈济灾荒）以及茶、盐专卖部门合并而成的。在图书刊刻方面，该司使用国家经费刻书剞劂，所刻之书被称之为公使库刻，其经费来源是本司的公使库，故名。又因为官刻，适合上呈，所以工艺精良。最初，由于宋南渡后国子监无力刊刻，以茶盐司代刻书籍转交国子监。主要刻的是儒家基本经籍和史部的主要图书。浙东茶盐司首创了经文与注疏合，是出版史上的一项革新。其中尤以递修本《礼记正义》为后人称道，号称“海内第一孤本”。而《资治通鉴》现存最早的版本（高宗绍兴二年、三年）也是由浙东茶盐司刊刻的。
茶盐司所刻有其特征，比如两浙东路茶盐司刻本使用欧体字，也称浙本。